# Moise Kisling
Moise Kisling (også Moïse Kisling, født 22. januar 1891 i Kraków, Østrig-Ungarn; død 29. april 1953 i Sanary-sur-Mer, Département Var, Provence-Alpes-Côte d'Azur, Frankrig) var en polsk-fransk maler, uddannet ved akademiet i Kraków, fra 1910 bosat i Paris.
Kisling omgikkes andre kunstnere på Montparnasse og var i begyndelsen af sin tid i Frankrig inspireret af Cézanne og af kubismen.
Han deltog som frivillig i 1. verdenskrig, blev såret 1915 og senere belønnet med fransk statsborgerskab.
Kisling var knyttet til Pariserskolen i begyndelsen af 1900-tallet.
Under 2. verdenskrig opholdt Kisling sig i USA og vendte tilbage til Frankrig i 1946.
| - Moise Kisling − portrætter, fotos - Portræt af Moïse Kisling, 1913. Af Roman Kramsztyk(de) - Kisling af Amedeo Modigliani, 1915 - Kisling med modellen Pâquerette og Pablo Picasso. Foto af Jean Cocteau på Café de la Rotonde (en), 105 Boulevard du Montparnasse, august 1916 - Kisling i 1918 af Amedeo Modigliani - Selvportræt, juli 1920 |

| - Værker af Moise Kisling - Siesta i Saint-Tropez, 1916 La Sieste à Saint-Tropez ('Kisling with Renée') - Kvinden i den røde sweater, 1917 La femme au pull-over rouge - Landskab i Provence, ca. 1919 Paysage de Provence - Fiskeren, ca. 1920 Le pêcheur - Stilleben, før 1920 Nature morte - Siddende nøgen kvinde, 1921 Nu assis - Stilleben, 1921 Nature morte - Kiki fra Montparnasse(en), 1925 |